# Långtjärnen (Lycksele socken, Lappland, 718441-162184)
Långtjärnen är en sjö i Lycksele kommun i Lappland och ingår i Umeälvens huvudavrinningsområde. Sjön har en area på 0,144 kvadratkilometer och ligger 255,8 meter över havet.

## Delavrinningsområde
Långtjärnen ingår i det delavrinningsområde (718576-162690) som SMHI kallar för Mynnar i Lycksabäcken. Medelhöjden är 305 meter över havet och ytan är 45,95 kvadratkilometer. Det finns inga avrinningsområden uppströms utan avrinningsområdet är högsta punkten. Nordibäcken som avvattnar avrinningsområdet har biflödesordning 3, vilket innebär att vattnet flödar genom totalt 3 vattendrag innan det når havet efter 171 kilometer. Avrinningsområdet består mestadels av skog (84 procent). Avrinningsområdet har 1,51 kvadratkilometer vattenytor vilket ger det en sjöprocent på 3,3 procent.